# عمر زانغو
عمر زانغو (بالإنجليزية: Umar Zango)‏ هو لاعب كرة قدم نيجيري في مركز الدفاع، ولد في 23 فبراير 1994 في نيجيريا.